# Fauresmith-Industrie
Die Fauresmith-Industrie (auch Fauresmith-Kultur bzw. -Komplex, Fauresmithian/ien) bezeichnet eine Untergruppe der Spätphase des Acheuléen-Technokomplexes mit typischen Werkzeugcharakteristiken  vor allem des Middle Stone Age im südlichen Teil Südafrikas, das in etwa dem ausgehenden europäischen Altpaläolithikum und frühen Mittelpaläolithikum entspricht.  Kennzeichen sind relativ kleine Faustkeile. Es gehört in denselben Abschnitt wie das Sangoan und verkörpert wie dieses den Übergang aus dem Altpaläolithikum (Early Stone Age). Er ist nach dem Ort Fauresmith in der Provinz Freistaat benannt. Das Fundareal erstreckt sich nördlich des mittleren Oranje bis zur ehemaligen Provinz Transvaal im Norden (Name bis 1994, heute die vier nordöstlichen Provinzen Südafrikas). (Zur Fachterminologie mit den Unterscheidungen Komplex, Industrie und Inventar sowie der Werkzeugkategorien (modes) m1 bis m5 siehe Urgeschichtliche Terminologie und Systematik.)

## Periodisierung und Träger
Periodisierung: Auch beim Fauresmith musste wie beim Sangoan und Lupemban die Datierung erheblich zurück verlegt werden. Die in Südafrika der Stellenbosch-Industrie folgende Fauresmith-Industrie datiert nicht wie bisher angenommen  auf den frühen Teil des oberen Pleistozäns etwa zwischen 100.000 und 75.000 BP, sondern in seinen Anfängen etwa zeitgleich mit dem Sangoan auf ca. 420.000 BP und wird wie dieses dem späten Acheuléen zugeordnet. Zusammen bilden beide die sog. „Südafrikanische Altsteinzeit“ (South African Older Stone Age), eine Periode, die in etwa dem Übergang vom europäischen Alt- zum Mittelpaläolithikum entspricht. Die auch als Spät- oder Endacheuléen bezeichnete Fauresmith-Industrie gilt somit als Endphase des Acheuléen und führt dessen Formen, wenn auch wesentlich verkleinert, fort. Fauresmith-Industrie und Sangoan wurden früher auch als First Intermediate zusammengefasst, das südlich der Sahara Fundkomplexe bezeichnet, die ungefähr mit dem ausgehenden Altpaläolithikum und dem Mittelpaläolithikum Nordafrikas, Vorderasiens und Europas parallelisiert werden können, während das nachfolgende Middle Stone Age ungefähr dem zirkummediterranen Jungpaläolithikum entspricht.
Nach neuen Befunden gilt allerdings nicht mehr als völlig sicher, dass es sich bei der Fauresmith-Industrie um eine separate, also eigenständige Industrie handelt, da deren Artefakte  fast stets in solchen Gebieten gefunden wurden, in denen vor allem Tonschiefer (Hornfels) für die Werkzeugherstellung verwendet wurde. Doch sind die Einzelheiten unsicher.
Träger: Wegen der verschiedenen Habitate nimmt man an, dass es sich um zwei verschiedene Bevölkerungsgruppen gehandelt haben könnte. Die Fauresmith-Industrie wird mit dem Saldanha-Mensch in Verbindung gebracht, der dem Homo rhodesiensis, einem archaischen Homo sapiens, oder noch dem Homo erectus zugerechnet wird (beides ist umstritten). 

Die Träger suchten auf dieser Kulturstufe in Südafrika auch erstmals in nennenswertem Umfang Höhlen wie die Cave of Hearths als Lagerplatz auf, in der die drei untersten Kulturstufen der Fauresmith-Industrie angehören. Sie sind 10 m dick und unterscheiden sich in ihrem Gerätebestand nicht voneinander, Zeichen einer längeren kulturellen Kontinuität. Die Tatsache, dass nirgend unter der Fauresmith-Stufe solche des Early Stone Age gefunden wurden, belegt diese Tatsache.

## Verbreitung, Datierung und Werkzeuginventar
Verbreitung: Die Fauresmith-Industrie wie das etwa zeitgleiche Sangoan spiegeln offenbar unterschiedliche Lebens- und Umweltbedingungen wider. Das Sangoan findet sich vor allem in Waldregionen des Kongobeckens mit Ausdehnung auf die stärker bewachsenen Gebiete des südlichen Afrika wie das Sambesi-Tal, Teile Simbabwes und eventuell Regionen in Transvaal (die heutigen Provinzen Nord-West, Limpopo, Mpumalanga und Gauteng) und der Provinz Natal (heute KwaZulu-Natal). Die Fauresmith-Industrie hingegen konzentrierte sich auf Savannengebiete, insbesondere des südafrikanischen Zentralplateaus vor allem im Westen des Oranje-Freistaats (heute Freistaat). Entsprechend unterschiedlich gestalten sich die Werkzeug-Inventare.

Zur Fauresmith-Industrie werden unter anderem die lokalen Industrien von Mossel Bay, Pietersburg, Howiesons’s Poort und der Bambata-Höhle gerechnet, dazu die Stillbay-Industrie in Kenia und Uganda, der einzigen Fundstelle außerhalb Südafrikas.
Datierung: Eine relative Chronologie von Fauresmith-Industrie und Sangoan fand sich in einigen südafrikanischen Höhlen. Dabei lagen  Middle-Stone-Age-Schichten  mit relativ groben Geräten samt einigen Choppern unter den Schichten mit gut gearbeiteten Blattspitzen-Geräten (Bambata-Höhle). In Transvaal-Höhlen überlagerten Middle-Stone-Age-Schichten die der Fauresmith-Industrie (Cave of Hearth mit sechs Schichten des Pietersburg-Komplexes).
 Die Wonderwerk-Höhle und Kathu Pan sind für die frühen Datierung von 420.000 BP besonders wichtig.
An der Freiland-Fundstellen von Rooidam bei Kimberley wurde eine direkt über der Fauresmith-Fundstelle liegende Frischwasser-Kalkschicht mit Hilfe der Uran-Thorium-Methode auf 174.000 ± 20.000 BP datiert, so dass zunächst eine lithostratigraphische ungefähre, allerdings nicht direkt mit dem Fundbestand korrelierbare Obergrenze als Terminus post quem von etwa 200.000 BP angenommen wurde, die inzwischen jedoch nach neueren Datierungen auf 200.000 Jahre zurückverlegt werden musste.
Werkzeuginventar: Typisch sind kleine, sehr gut gearbeitete Faustkeile mit runden Enden und konkaven Seiten sowie Cleaver. Allerdings kann man Faustkeile alleine nicht für die Unterteilung in Acheuléen und Fauresmith heranziehen, da das Fauresmith gleichzeitig mit anderen Inventaren des Nicht-Acheuléen-Typs vorkommt, die teils eng benachbart sind oder sogar auf demselben Territorium liegen. Sein Hauptmerkmal ist vielmehr die Verwendung von Schieferton, so dass man im Zusammenhang mit der Fauresmith-Industrie nicht mehr von einer reinen Faustkeil-Industrie sprechen kann, sondern eher von einer lokalen Sonderform des Spätacheuléen. Zudem fehlen stratigrafische Übergangsformen zwischen dem Acheuléen und dem Middle Stone Age. Dasselbe gilt auch für das Sangoan.
Das Fauresmith enthält weiter zahlreiche in einer entwickelteren Levallois-Abschlagtechnik hergestellte Geräte mit Middle-Stone-Age-Merkmalen, besonders dreieckige Geschossspitzen, die einseitig oder zweiseitig bearbeitet sein können und vermutlich als Lanzen- und Speerspitzen verwendet wurden. Wie im Sangoan wurden auch hier die Abschläge zu Klingen weiter entwickelt, die mindestens zweimal so lang wie breit sind. Die Faustkeile sind wie die des Sangoan mandel- und herzförmig, oval oder lanzenspitzenartig (lanceolate). Daneben begegnen schaberartige von dreieckiger, ovaler oder parallelseitiger Form, die nicht selten in Levalloistechnik mit präparierten Kernen hergestellt wurden. Bevorzugt verarbeitet wurde erstmals Schieferton, der im Kapland, dem Oranje-Freistaat und Natal vorkommt und gut bearbeitbar ist. Besonders Brakfontein 321 und Riverview VI sind für diesen Typ einschlägige Fundorte, desgleichen die Cave of Hearths.